# 卡馬戈 (丘基薩卡省)

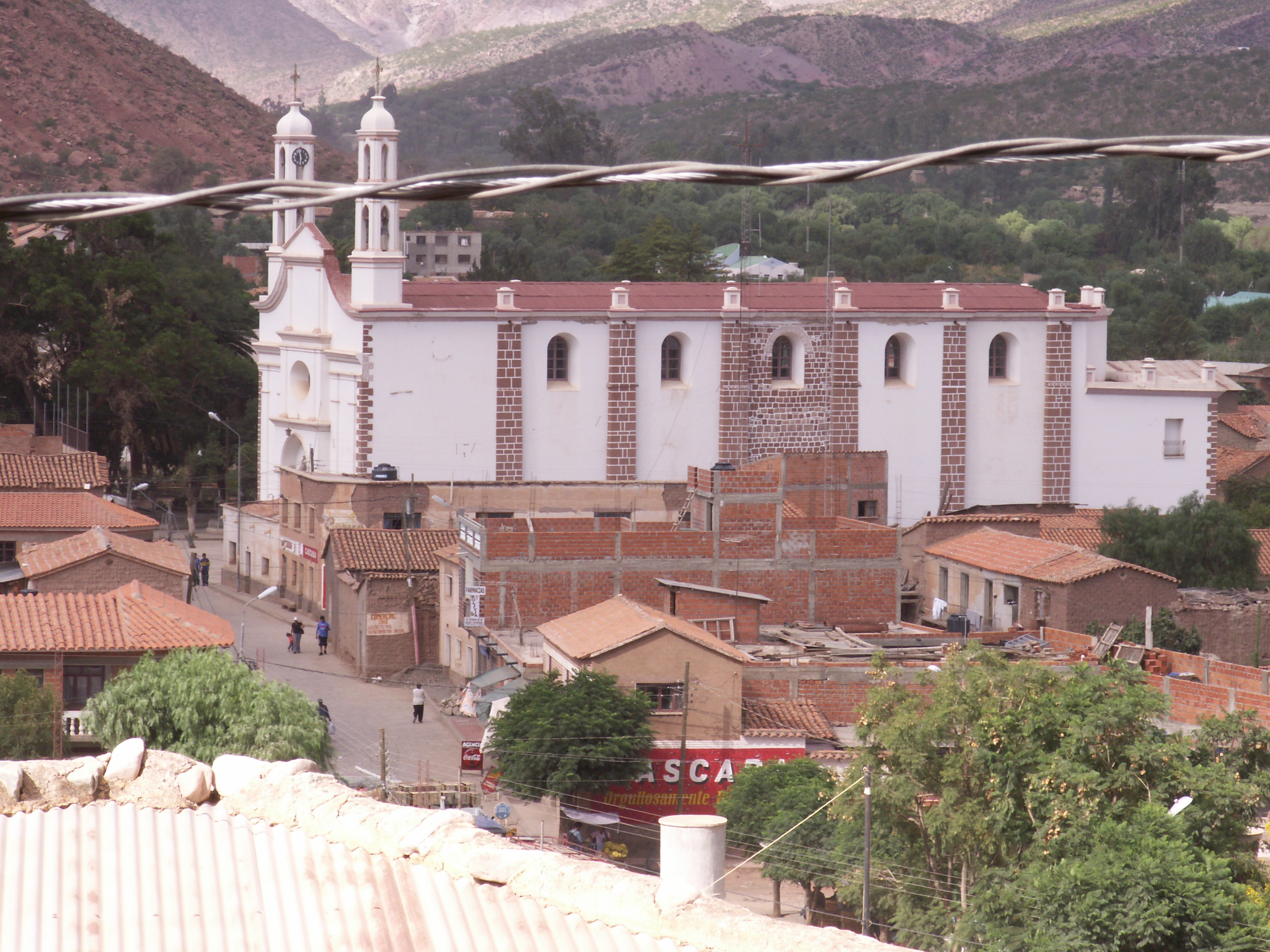
卡馬戈

卡馬戈是玻利維亞的城鎮，由丘基薩卡省負責管轄，位於該國南部，距離首府蘇克雷350公里，海拔高度2,421米，每年平均降雨量約400毫米，2008年人口5,685。

## 外部連結
- Nor Cinti province map